# Pachynematus clitellatus
Pachynematus clitellatus är en stekelart som först beskrevs av Audinet-serville 1823.  Pachynematus clitellatus ingår i släktet Pachynematus, och familjen bladsteklar. Arten är reproducerande i Sverige.